# Josh Bowman
Joshua Tobias «Josh» Bowman (Berkshire, Inglaterra; 4 de marzo de 1988) es un actor británico. Es conocido por haber interpretado a Daniel Grayson en Revenge.

## Biografía

### Primeros años
Bowman fue educado en el Wellington College, en Berkshire y es amigo del jugador de rugby Danny Cipriani y de la fallecida cantante Amy Winehouse. Estudió el método de actuación del Instituto Lee Strasberg en Nueva York. Es hermano de Scarlett Bowman, quien interpretó a Maddie Morrison en Hollyoaks. Joshua habla tres idiomas: inglés, francés y español. Además, entre sus pasatiempos se encuentra el ir de pesca, montar a caballo y los deportes como el rugby, fútbol y el tenis.
En 2011 fue seleccionado como una de las estrellas del futuro por Screen International.

### Carrera
Bowman debutó profesionalmente en 2007, interpretando al apuesto Dimitri en la serie televsiva inglesa Genie in the House. Su siguiente trabajo, entre 2009 y 2010, fue en Holby City, en el rol de Scott James; también tuvo una aparición como invitado en Myths. También aparece en filmes como: Betwixt junto a Jessy Schram y David Gallagher, una película para televisión; el filme noruego Exteriors al lado de Ruta Gedmintas; 13 Horas junto a Tom Felton, el filme de terror Prowl de nuevo junto a Ruta Gedmintas y la comedia romántica inglesa Love's Kitchen.
Para 2011, Joshua fue seleccionado para interpretar un personaje recurrente en la segunda temporada de la serie Make It or Break It. Desde ese mismo año, Bowman interpreta a Daniel Grayson en la serie dramática de la ABC Revenge, hasta 2015.
El 17 de febrero de 2016 Bowman fue elegido para dar vida a John Stevenson/Jack el Destripador en Time After Time, serie de televisión basada en la novela homónima de Karl Alexander.

### Vida personal
Mantuvo un romance con Cassie Scerbo, una de las protagonistas de Make It or Break It.
Desde 2011 mantiene una relación con su compañera en Revenge, Emily VanCamp. El 11 de mayo de 2017, la pareja anunció que estaba comprometida y finalmente se casó el 15 de diciembre de 2018. El 26 de agosto de 2021 dieron la bienvenida a su primera hija a través de Instagram, a la que han llamado Iris.
El 12 de marzo de 2024 nació su segunda hija Rio Rose.

## Filmografía
| Cine       | Cine                | Cine                | Cine                                              |
| Año        | Película            | Papel               | Notas                                             |
| ---------- | ------------------- | ------------------- | ------------------------------------------------- |
| 2010       | 13 Hours            | Doug Walker         | Papel de reparto                                  |
| 2010       | Prowl               | Peter               | Papel de reparto                                  |
| 2011       | Exteriors           | Adam                |                                                   |
| 2011       | Love's Kitchen      | Roberto             |                                                   |
| 2011       | So Undercover       | Nicholas            |                                                   |
| 2013       | The Last Keepers    | Taylor              |                                                   |
| 2016       | Level Up            | Matt                |                                                   |
| 2023       | Miranda's Victim    | Charles             |                                                   |
| Televisión |                     |                     |                                                   |
| Año        | Título              | Papel               | Notas                                             |
| 2007       | Genie in the House  | Dimitri/Royal Hunk  | Episodios: "You've Been Framed" y "Princess Emma" |
| 2009       | Myths               | Zeus                | Episodio: "Paris and the Godesses"                |
| 2009       | Betwixt             | Luke                | Película para televisión                          |
| 2009-2010  | Holby City          | Scott James         | 9 episodios                                       |
| 2011       | Make It or Break It | Max                 | 6 episodios                                       |
| 2011-2015  | Revenge             | Daniel Grayson      | Elenco principal                                  |
| 2016       | Time After Time     | Jack el Destripador | Elenco principal                                  |
| 2018       | Doctor Who          | Krasko              | 1 Episodio: 11x03 "Rosa"                          |
| 2020       | Our Girl            | Capitán Antonio     | 6 Episodios                                       |